# Benjamin Atkins
Benjamin Tony Atkins, også kendt som "The Woodward Corridor Killer" (26. august 1968 – 17. september 1997) var en amerikansk seriemorder der dræbte 11 kvinder i Detroit, Michigan i en periode på 9 måneder mellem december 1991 og august 1992. Alle ofrene blev fundet i tomme bygninger og alle var blevet voldtaget og kvalt. Mange af ofrene arbejdede som prostituerede. Atkins sagde, at han var motiveret af had til prostitution.